# 리사 촐로덴코
리사 촐로덴코(영어: Lisa Cholodenko)는 미국의 감독이자 각본가이다. 영화 《하이 아트》, 《에브리바디 올라잇》와 《올리브 키트리지》, 《믿을 수 없는 이야기》 등의 미니시리즈를 연출했다.

## 출연작

### 영화
- 1991: 보이즈 앤 후드 – 편집 견습
- 1992: 론머 맨 – 편집 보조
- 1992: Used People – 편집 보조
- 1994: Crawl 단편 영화 – 감독, 제작
- 1994: Souvenir 단편 영화 – 감독, 각본, 제작
- 1995: The Incredibly True Adventure of Two Girls in Love – 촬영 보조
- 1996: Some of These Days – 조감독
- 1997: Dinner Party 단편 영화 – 감독, 각본, 편집
- 1998: (영어)하이 아트 – 감독, 각본
- 2002: (영어)로렐 캐년 – 감독, 각본
- 2004: (영어)케이브드웰러 – 감독
- 2010: 에브리바디 올라잇 – 감독, 각본
- 예정: Toni Erdmann – 감독, 각본

### 텔레비전
- 1999: Homicide: Life on the Street – 감독, 에피소드: "The Same Coin"
- 2001: 식스 핏 언더 – 감독, 에피소드: "Familia"
- 2002: (영어)Push, Nevada – 감독, 에피소드: "The Letter of the Law"
- 2005: 엘 워드 – 감독, 에피소드: "Lynch Pin"
- 2010: 헝 – 감독, 에피소드: "Beaverland"
- 2014: (영어)올리브 키터리지 미니시리즈 – 감독, episodes: "Pharmacy", "Incoming Tide", "A Different Road", "Security"
- 2015: (영어)슬랩 – 감독, 에피소드: "Hector"; 제작총괄 8편
- 2018: Here and Now – 감독, episodes: "Fight, Death", "Wake"
- 2019: 믿을 수 없는 이야기 미니시리즈 – 감독 1~3편; 제작총괄 8편

## 수상
| 연도 | 상                        | 부문                               |
| ---- | ------------------------- | ---------------------------------- |
| 1998 | 제14회 선댄스영화제       | 왈도설트각본상                     |
| 2004 | 제30회 시애틀국제영화제   | 새로운미국영화상                   |
| 2010 | 제60회 베를린국제영화제   | 다큐멘터리상                       |
| 2010 | 제75회 뉴욕 비평가 협회상 | 각본상                             |
| 2011 | 제68회 골든 글로브 시상식 | 뮤지컬코미디부문 작품상            |
| 2015 | 제67회 에미상             | 미니시리즈 및 텔레비전 영화 감독상 |
| 2015 | 제67회 미국 감독 조합상   | 미니시리즈부문 감독상              |